# Jekaterinowski
Jekatjerinowski (russisch Екатериновский) ist ein Dorf (chutor) in Südrussland. Es gehört  Republik Adygeja und hat 143 Einwohner (Stand 2019). Im Ort gibt es 3 Straßen.

## Geographie
Das Dorf im Südosten des Giaginski rajon am rechten Ufer des Flusses Fars, 4,5 km südlich des Dorfes Sergijewskoje, 38 km südöstlich des Dorfes Giaginskaja und 31 km nordöstlich der Stadt Maikop. Kurski, Tambowski, Kozopoljanski und Schischkinski sind die nächsten Siedlungen.